# Staurakios
Staurakios (tiếng Hy Lạp: Σταυράκιος; ? – 11 tháng 1, 812) là Hoàng đế Đông La Mã từ ngày 26 tháng 7 đến ngày 2 tháng 10 năm 811 để kế thừa phụ hoàng Nikephoros I đã thiệt mạng trong trận chiến Pliska. Triều đại của ông quá ngắn ngủi bởi một vết thương nghiêm trọng trong lúc chiến đấu bên cạnh phụ hoàng, do vậy ông buộc phải lui về an dưỡng trong một tu viện của người em rể Mikhael I Rangabe, không may vết thương lại tái phát nên chẳng bao lâu sau Staurakios đã sớm từ giã cõi đời.

## Tiểu sử
Là con trai của Hoàng đế Nikephoros I, Staurakios được phụ hoàng đăng quang làm đồng hoàng đế vào tháng 12 năm 803. Nhà viết sử biên niên Theophanes Confessor có ghi lại rằng ông hoàn toàn thiếu khả năng trở thành đồng hoàng đế, đồng thời còn tuyên bố rằng Staurakios đã phạm tội hiếp dâm, một lời tuyên bố có lẽ bị tô điểm bởi thái độ thù địch của tác giả dành cho Nikephoros I. Ngày 20 tháng 12 năm 807, Nikephoros đã chọn Theophano thành Athena, một người họ hàng của vị Nữ hoàng bị phế truất Irene, làm vợ của Staurakios từ những cô gái xinh đẹp được trưng tập khắp nơi trên đế quốc trong buổi tuyển dâu. Hai người kết hôn cùng một ngày. Dưới triều đại của phụ hoàng, Staurakios được giao quyền chỉ huy đội tinh binh tagma của đơn vị quân Hikanatoi.

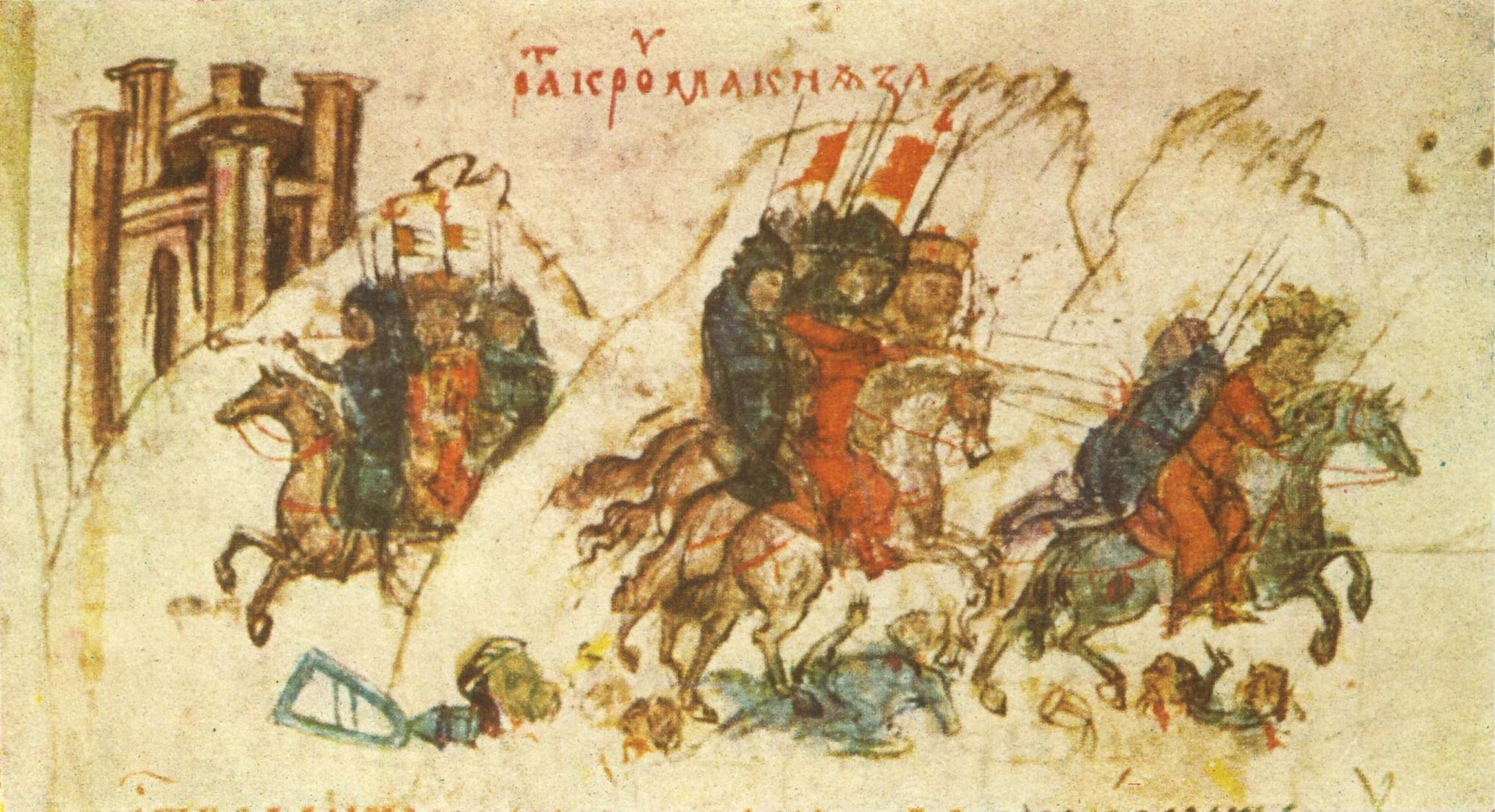
Trang 52 từ cuốn Biên niên sử Konstantinos Manasses: Quân Bulgari truy kích tàn quân Đông La Mã và khiến Staukarios bị thương.

Staurakios theo chân phụ hoàng tham gia vào đoàn quân thảo phạt Krum xứ Bulgaria vào năm 811, ông kịp thời thoát chết trong gang tấc từ thảm bại ở Pliska, riêng Nikephoros bỏ mạng nơi sa trường. Tuy vậy Staurakios lại bị tê liệt khắp người do một vết chém ở gần cổ và được một vệ binh cứu mạng mới rút khỏi chiến trường về nơi an toàn tại Adrianopolis. Cùng chạy trốn với ông có người em rể, curopalates Mikhael Rangabe, domestikos Stephen và magistros Theoktistos. Mọi người tụ tập xung quanh giường của Staurakios và tranh luận về việc kế vị. Vì không chắc chắn về tình trạng sức khỏe của Staurakios, Stephen vội vã tuyên bố tôn ông làm Hoàng đế với sự hậu thuẫn của quân đội. Đây là lần đầu tiên một vị Hoàng đế của Đế quốc Đông La Mã đã làm lễ đăng quang bên ngoài Constantinopolis.
Cùng lúc đó Theoktistos cố gắng thúc giục Mikhael Rangabe đòi lại ngôi vị về phần mình do Staurakios đang bị thương và bản thân ông lại là con rể của Nikephoros, Theoktistos tin rằng Mikhael Rangabe là sự thay thế tốt nhất nhằm đối phó với mối đe dọa xâm lược sắp xảy ra từ người Bulgar. Tuy vậy Mikhael vẫn tiếp tục ủng hộ anh vợ lên ngôi. Trong khi đó, để đảm bảo ngôi vị của mình, đích thân Staurakios mặc hoàng bào hiện diện một cách yếu ớt trước ba quân tướng sĩ còn lại của quân Đông La Mã đóng ở Adrianople và trấn an họ bằng cách chiều theo một số lời chỉ trích về người cha đã khuất bóng, để rồi được thỏa mãn bằng sự chấp thuận của toàn quân. Staurakios mau chóng được binh sĩ đưa lên kiệu khiêng từ Adrianopolis tới Constantinopolis.
Do những vết thương làm suy nhược cơ thể, tê liệt cả hai chân và cơn đau dai dẳng, đã sớm chứng tỏ rằng Staurakios sẽ không thể nào nắm quyền trị vì thiên hạ. Khi tình trạng sức khỏe của ông xấu dần, triều đình bị chia thành hai phe phái giữa hoàng hậu Theophano và cô em gái Prokopia, người hy vọng phu quân của mình là Michael Rangabe sẽ được chọn làm người thừa kế của Hoàng đế. Vì Staurakios không có con cái kế thừa hoàng vị nên ông sớm có dự tính chỉ định hoàng hậu Theophano sẽ là người kế nhiệm mình. Dưới ảnh hưởng của hoàng hậu, hoàng đế bắt đầu xa lánh cả hai vị trọng thần là domestikos Stephen và magistros Theoktistos, đồng thời để bảo đảm việc chuyển giao quyền lực diễn ra suôn sẻ, ông đã cố gắng sai người chọc mù mắt Mikhael vào ngày 1 tháng 10 năm 811. Hành vi này bị thất bại bởi sự cản trở của Stephen. Cũng có một tin đồn lan truyền rằng Staurakios định lên kế hoạch bãi bỏ Đế chế và tái lập nền cộng hòa. Những người ủng hộ Mikhael bao gồm cả Stephen và Theoktistos, cũng như Thượng phụ Nikephoros I đều lo sợ trước ý định của Staurakios muốn nhường ngôi cho Theophano, bèn ra sức ép buộc Hoàng đế phải thoái vị vào ngày 2 tháng 10. Nghe tin về việc lên ngôi của người em rể, Staurakios bèn giữ lấy Chức Thánh nhất quyết không trao lại cho bất kỳ ai. Trước khi được binh lính hộ tống rời khỏi cung điện, ông đã đến thăm cô em gái Prokopia, em rể Mikhael và viên Thượng phụ, tất cả mọi người đều biện hộ cho hành động của mình trước thực tế về vết thương nghiêm trọng của hoàng đế, trong khi Staurakios trách cứ họ một cách thậm tệ vì sự bội bạc, nhất là viên Thượng phụ.
Chán nản trước sự việc đã rồi nên Staurakios đành chịu thoái lui về ở ẩn trong một tu viện, chẳng bao lâu sau thì qua đời do vết thương bộc phát trở lại vào ngày 11 tháng 1 năm 812. Mikhael Rangabe chính thức trở thành Hoàng đế lấy hiệu là Mikhael I.

### Chính yếu
Theophanes, Chronographia.

### Thứ yếu
- Warren Treadgold, A History of the Byzantine State and Society (Stanford University Press, 1997) ISBN 0-8047-2630-2
- Whittow, Mark, The Making of Byzantium, 600-1025 (University of California Press, 1996) ISBN 0-520-20497-2
- Kazhdan, Alexander, biên tập (1991), Oxford Dictionary of Byzantium, Oxford University Press, ISBN 978-0-19-504652-6
- Norwich, John Julius (1993), Byzantium: The Apogee, Penguin, ISBN 0-14-011448-3
- Vasiliev, A. A., History of the Byzantine Empire, 1952
- Bury, J. B., A History of the Eastern Roman Empire, from the Fall of Irene to the Accession of Basil I, 1912
- George Finlay, History of the Byzantine Empire from 716 – 1057, William Blackwood & Sons, 1853